# NGC 7345
NGC 7345 је спирална галаксија у сазвежђу Пегаз која се налази на NGC листи објеката дубоког неба.
Деклинација објекта је + 35° 32' 26" а ректасцензија 22h 38m 44,9s. Привидна величина (магнитуда) објекта NGC 7345 износи 14,3 а фотографска магнитуда 15,2. NGC 7345 је још познат и под ознакама UGC 12130, MCG 6-49-64, CGCG 514-83, IRAS 22364+3514, PGC 69401.